# 창씨개명

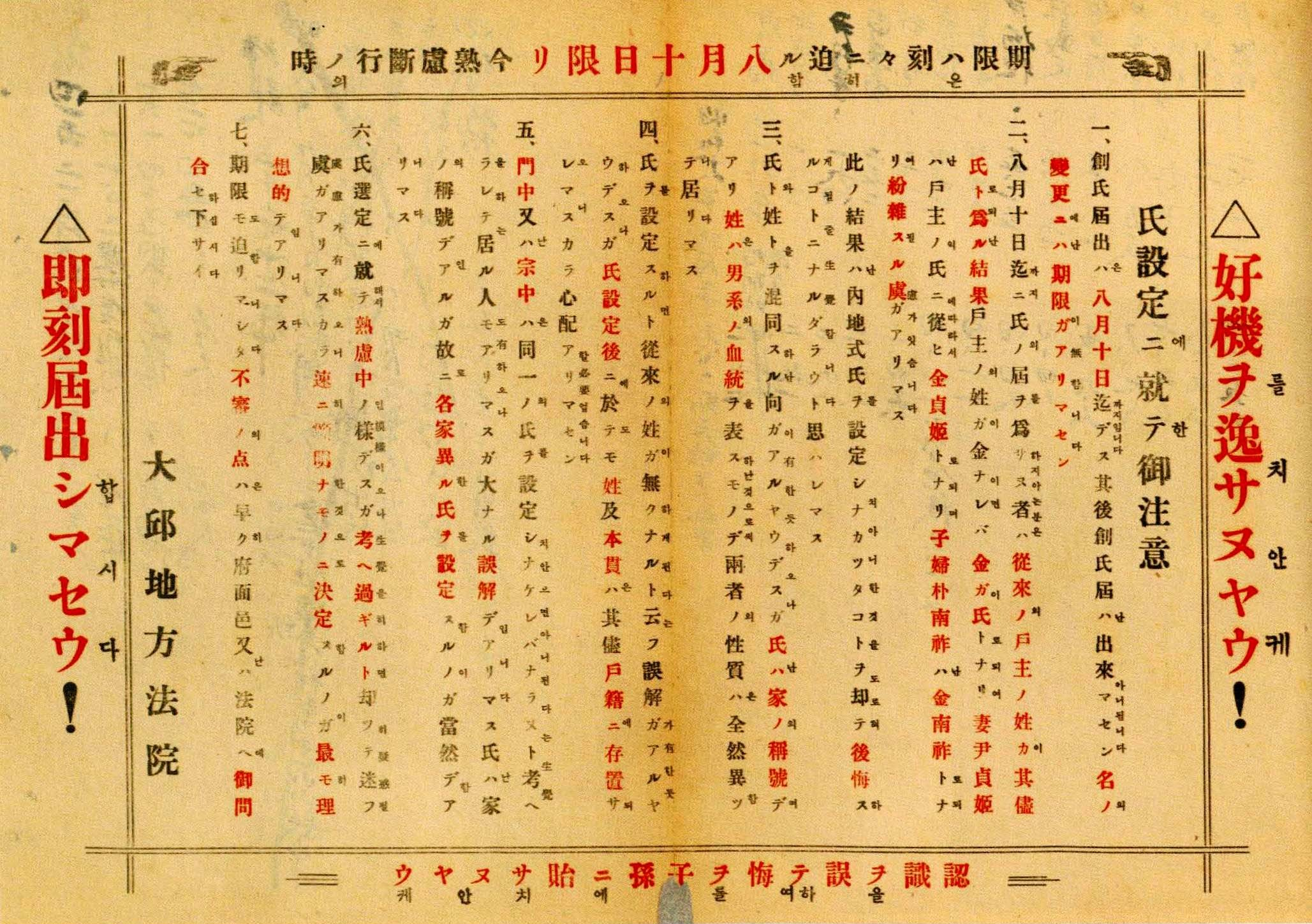
대구지방법원의 창씨개명의 공고. 가나와 한글이 혼용되어 있다.

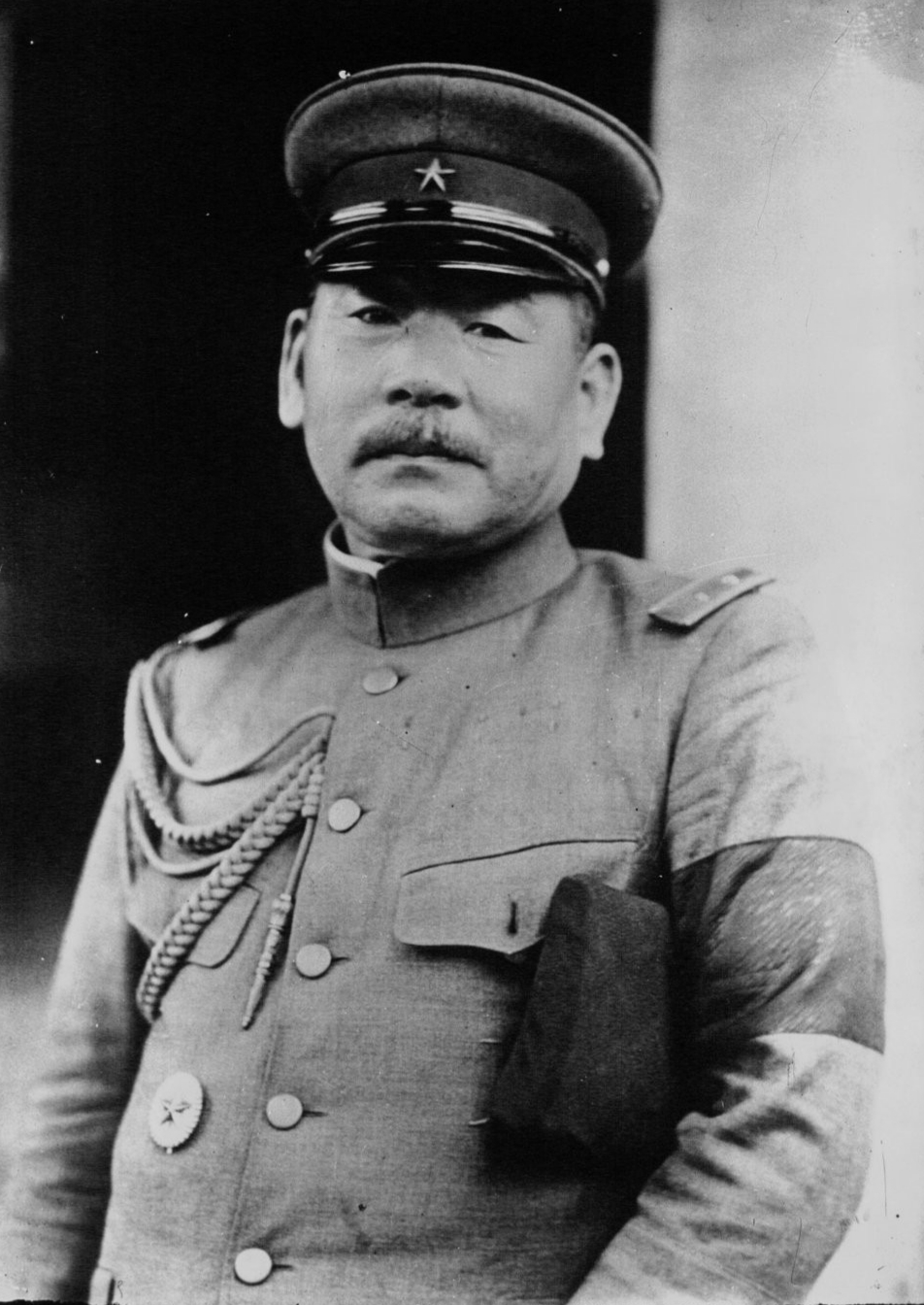
조선인에게 내선일체와 창씨개명을 시행한 미나미 지로

일본식 성명 강요(한국 한자: 日本式姓名強要) 또는 창씨개명(일본어: 創氏改名 소시카이메이[*])은 1940년 2월 11일부터 1945년 8월 15일 광복 직전까지 일본 제국이 조선인에게 일본식 성씨를 정하여 반강제적으로 쓰도록 강요한 것을 말한다.
1939년 11월 10일, 조선총독부는 '조선민사령(朝鮮民事令)'을 개정(제령 제19호)하여 조선에서도 일본식 씨명제(氏名制)를 따르도록 규정하고, 1940년 2월 11일부터 8월 10일까지 '씨(氏)'를 정해서 제출할 것을 명령하였다.
일부 친일파들은 자발적으로 창씨개명에 응하기도 하였다. 그러나, 조선인의 희망에 따라 실시하게 되었다는 창씨개명은 1940년 5월까지 창씨신고 가구수가 7.6％에 불과하자, 조선총독부가 권력기구에 의한 강제, 법의 수정, 유명인의 동원 등을 이용하는 방법으로 그 비율을 79.3％로 끌어올렸다.
조선총독부 총독 미나미 지로의 개인적인 정책에서 출발한 것으로 일본 제국 조정과 협의 없이 일방적으로 추진한 정책이라 일본인 내부에서도 강한 반발을 불러일으켰고, 1942년 미나미가 조선총독에서 해임되는 원인이 되기도 한다. 미나미 지로에 의해 발표된 이래 창씨개명령은 조선인의 집단 반발 외에도, 일본 내부의 반대와 비난, 조선총독부 내부에서도 총독부 직원들의 집단 반발에 부딛쳤다. 조선총독부 경무국만 해도 창씨개명에 반대하였다. 또한 일본 내지에서도 반대론이 거셌다. 식민지 조선과 일본 내지에서 반대가 얼마나 거세게 일었던지 윤치호는 1940년 7월 5일자 일기에서 미나미 지로 총독이 경질될 것이라고 예상하기도 했다. 그러나 미나미 지로는 창씨개명 계획을 밀어붙여 논란을 일으켰다.
1945년 8월 15일 일제가 패망함으로써 조선인들은 일본식 씨(氏)로부터 해방되었다. 1946년, 미군정과 소련군정의 '조선 성명 복구' 조치로 창씨(創氏)한 성씨는 폐지되었고, 창씨개명했던 조선인들은 본래의 성명을 회복하였다.

## 창씨개명의 의미
창씨(創氏)란 일본식으로 '씨(氏)'를 만드는 것을 말하고, 개명은 '이름'을 바꾸는 것을 말한다. 특히, 창씨(創氏)는 "내선일체(內鮮一體)"의 모토 아래 지원병 제도, 신사참배(神社參拜), 황국신민서사(皇國臣民誓詞) 암송, 조선어 사용 금지와 함께 조선인들에게 강요되었다.
창씨개명은 조선 총독 미나미 지로(南次郎)가 주도한 조선인의 '황민화(皇民化)' 정책의 하나였다. 미나미의 조선총독부는 부계 혈통에 기초한 조선의 종족집단(종중)과 여자가 결혼을 해도 남편의 성을 따르지 않고 본래의 성(姓)을 유지하는 조선의 가족 제도가 황민화에 장애가 된다고 보았다. 창씨개명은 조선인들에게 모든 가족이 호주(戶主)의 씨(氏)를 쓰는 일본식 이에(家)제도를 따르게 함으로써 일본 천황을 정점으로 한 국가체계에 적합하도록 조선의 가족제도를 개조한다는 목적 아래 강요된 조선총독부의 내선일체 동화정책의 일환이었다.
창씨개명은 개명 강요 이전에 자발적인 참여도도 개명률을 높이는데 기여하였다. 개명 신청 접수는 창씨와 동시에 이루어졌지만 의무가 아니었기에 창씨와 달리 수수료를 내야 했고,창씨가 6개월의 기한이 있었던 데 반해 개명에는 기한이 없었다.
1940년 1월 미나미 총독은 창씨개명을 강요하지 않겠다고 발표했지만 결국 창씨를 강요하여 문제가 되었다. 윤치호에 의하면 '미나미 총독이 경찰, 학교, 관공서 등을 통해 조선인들에게 창씨개명과 관련한 압박을 가해서 원성을 산 것만큼은 엄연한 사실이다'라고 진술하였고, 창씨개명령에 대한 조선인 반발의 후유증으로 미나미 총독의 해임과 하야시 센주로의 총독직 임명을 예견하기도 했다.

## 창씨개명 당시의 상황

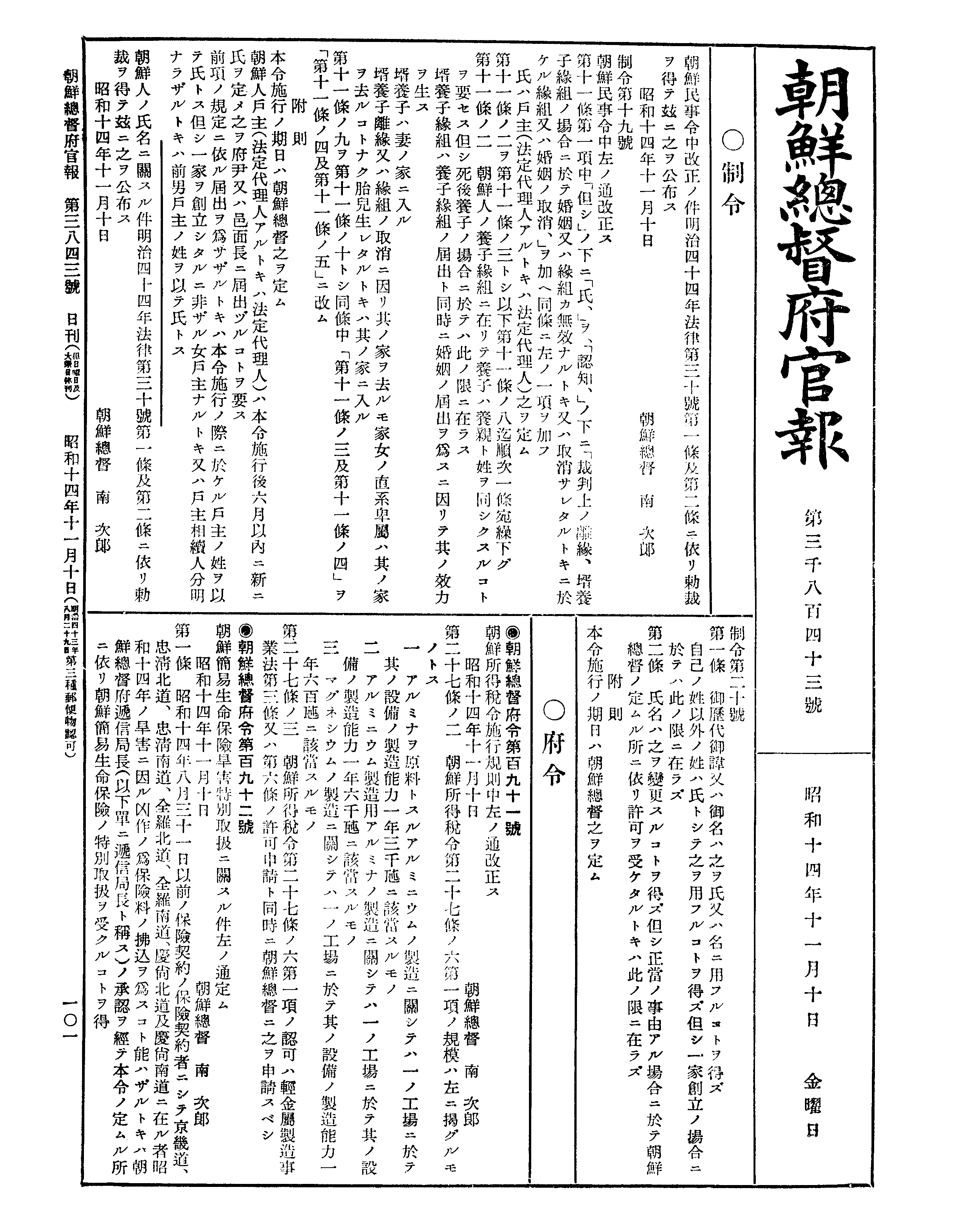
1939년 11월 10일에 발행된 조선총독부 관보에 게재된 조선민사령

1911년부터 1939년까지 일본 제국은 조선인이 일본식 성씨를 쓰는 것을 금지하였다. 1910년 한일합방 직후 일부 조선인들이 자발적으로 자신의 성명을 일본식으로 고치자, 한·일 민족의 차별화에 바탕을 둔 지배질서 유지를 통치목표로 하고 있던 조선총독부는 이를 막기 위해 '조선인의 성명 개칭에 관한 건'(1911년 11월 1일 총독부령 제124호)을 시행하였다. 이에 따르면 조선인은 일본인으로 혼동될 수 있는 성명을 호적에 올릴 수 없었고, 조선인의 개명을 어렵게 하며 이미 개명한 사람도 본래 성명으로 되돌리도록 하였다.
일본 제국의 이러한 정책 기조는 중일전쟁으로 인한 전시동원체제에 조선인들의 자발적 동원을 이끌어내기 위한 목적으로 내선일체가 강조되면서 급변하였다. 1939년 11월 10일, 조선총독부는 조선민사령(제령 제19호)을 개정하여 1940년 2월 11일부터 창씨개명을 시행하기로 했다. 그 주요 내용은 다음과 같다.

1. 조선식 성명제(姓名制)를 폐지하고, 이 영(令) 시행 후 6개월 이내에 호주가 새로운 일본식 성씨(姓氏)를 정하여 신고할 것.
2. 조선에서도 서양자(壻養子)를 인정하며, 서양자는 처가의 성씨를 따름.
3. 이성(異姓) 양자를 인정하며, 양자는 양가의 성씨를 따름.

이 제도의 핵심은 일본식 성씨를 만드는 '창씨(創氏)'에 있었다. 조선총독부는 창씨개명이 조선인들의 희망에 의해 실시하는 것으로 일본식 성씨의 설정을 강제하는 것이 아니라 단지 일본식 성씨를 정하여 쓸 수 있는 길을 열어놓은 것이라고 주장했으나, 1940년 5월까지 창씨계출(創氏屆出) 호수(戶數)가 7.6％에 불과하자 권력기구에 의한 강제, 법의 수정, 유명인의 동원 등을 이용하는 방법으로 마감까지 창씨율을 그 10배 이상으로 끌어올렸다. 성씨와 이름을 모두 개명하는 등은 자율에 해당되었다. 이 점을 이용, 천황폐하의 일본식 발음인 덴노 헤이까(天皇陛下)와 발음이 비슷한 덴노 헤이까(田農炳下, 田農昞夏)로 개명하여 천황을 조롱하였고, 이름이 병하(昞夏, 炳夏, 炳河)인 사람들 역시 천황과 발음이 비슷한 덴노로 창씨개명을 하여 논란을 야기하기도 했다.

### 조선과 일본 내부의 반발
창씨개명 계획이 발표되면서 조선인 사회는 큰 논란이 들불처럼 번져갔고, 춘원 이광수 등은 창씨개명을 공식 지지, 자발적으로 동참할 것을 선언한다. 1939년 12월 12일 이광수는 경성일보에 창씨개명에 적극 동참하자는 취지의 칼럼을 기고하는 동시에 창씨개명에 앞장섰다. 그에게 무수한 협박과 투서, 비난이 쏟아졌으나 오히려 그는 창씨개명이 불가피하며 일본과 조선총독부는 어차피 강제로 창씨개명하도록 조처할 것이라고 답했다.
창씨개명 시행은 조선 사회의 근간을 흔드는 일이었기 때문에 조선인들의 반발은 거셌고, 친일파들조차 혼란에 빠졌다. 창씨(創氏)의 강압 속에서도 이를 거부하고 자결한 사람도 있었으며, 부당함을 비방하다가 구속된 사람도 나타났다.
조선 사회 뿐만 아니라 일본 사회 내부의 반대여론도 컸다. 조선총독부관리 출신들로 조직된 총독부 후원단체인 '중앙조선협회'가 이를 반대했으며, 조선총독부 내부에서조차 치안을 담당하는 경무국을 중심으로 반대가 있었다. 일본인들의 경우 창씨개명을 시행함으로써 한국인과 일본인의 구별·분리가 어렵다는 이유를 들어 창씨개명을 반대했는데, 조선인들에 대한 차별의 약화를 두려워 했던 이유가 컸다. 조선총독부는 창씨개명이 내선일체의 완성이라고 선전했으나, 일본의회의 대정부질문에서는 '조선에 본적을 둔 조선인은 일본으로 본적을 옮기는 것을 금지하고 있으며, 일본인도 조선으로 본적을 옮길 수 없다'며 한국인과 일본인의 분리·차별은 계속될 것임을 드러냈다.
미나미 총독의 조선인 창씨개명 정책은 조선총독부 산하 경무국 등 내부의 반발에도 직면했다. 일본의 극우파들은 신성한 일본의 성씨를 왜 조선인에게 부여하는가 항의하며 총독 퇴진 운동을 벌였다. 조선총독부 관리 출신들이 총독부 후원 기관으로 조직한 '중앙조선협회'도 창씨개명 반대 운동에 동참했다.
당시 국내에 있던 조선인 주요 인사들 가운데에서는 여운형, 안재홍, 김병로, 여운홍, 김성수, 송진우, 윤보선, 백관수, 장덕수, 박헌영, 방응모 등이 창씨를 하지 않았다. 일본 육군 중장을 지냈던 홍사익 역시 창씨개명을 하지 않았다. 홍사익은 조선식 성명을 지키고, 조선인임을 인정하더라도 국민, 시민이 될 수 있으며, 다민족 일국가를 이루는 것이 강국으로 가는 길이라고 강조했다. 한편 조선총독부 역시 그들에 대해 창씨개명을 권고하지 않았다. 이에 대해 일제가 이들에게 창씨개명을 강요하지 않은 것은 창씨개명이 강제적이 아니라는 것을 알리는 도구로 삼기 위해서였다는 시각도 있다.

#### 시행 직전의 여론수렴 과정

1939년 12월 12일자 경성일보에 실린 춘원 이광수의 창씨 개명 권고 칼럼

1939년 12월 20일 오후 4시부터 서울 반도호텔에서 매일신보의 후원으로 공개 원탁회의가 열렸다. 일본인 측에서는 유가미, 매일신보의 이노우에, 그리고 몇몇 인사들이 참석했다. 조선인 측에서는 한상룡, 장덕수, 이광수와 윤치호가 참석했고, 최린이 사회를 보았다. 매일신보 주최 원탁회의의 내용은 "어떻게 하면 요즈음 젊은이들을 건전한 사고와 행동으로 이끌 수 있을까" 하는게 토론 주제였다.
이때 이광수는 창씨개명 문제에 대해 다음과 같은 견해를 피력했다.
| “ | 1. 당국은 창씨개명을 강요하는 일은 (절대) 없을 거라고 말합니다. 그러나 그들은 갖가지 수단과 방법을 동원해서 우리가-우리들 대부분이-창씨개명하도록 조처할 것이 틀림없습니다. 2. 우리 어른들이야 창씨개명할 필요가 없을지도 모릅니다. 하지만 아이들은 입학과 취직시에 (각종) 차별대우를 받을 것입니다. 3. 900년 전으로 거슬러 올라가면, 우리 조선인들에겐 지금과 같은 성이 없었습니다. 김씨, 이씨, 박씨, 기타 성씨는 다 중국에서 빌려온 것입니다. | ” |

설상가상으로 회의 발언 중 현재 조선인 성씨 보유자 대다수가 임진왜란 후 양반의 족보를 사서 혈통을 위조한 것이라 성씨를 일본식을 바꿔도 큰 흠이 되지 않는다는 주장을 한 사람도 있었다. 해당 발언 등이 신문지면을 장식하면서 회의의 주체였던 이광수는 다시 한 번 성토의 대상이 됐다. 1940년 6월 3일 이광수의 집을 방문한 윤치호는 그의 부인에게서 "자기 남편이 창씨개명 후 1천 통 이상 편지를 받았는데, 하나같이 욕설과 협박이었다"는 말까지 들었다고 한다. 당시 그는 하루 평균 5통 이상의 편지를 받았다고 한다.

### 일본인들의 반발 원인
일본인들은 창씨개명을 시행함으로써 한국인과 일본인의 구별, 분리가 어렵다는 이유를 들어 창씨개명을 완강하게 반대했다. 조선인들의 창씨개명 반대 만큼 일본인들의 반발도 거셌다. 일본인의 반대 여론이 의외로 높았던 것을 두고 후일 교토대 인문과학연구소 미즈노 나오키(水野直樹) 교수는 다른 무엇보다 조선인에 대한 차별의 약화를 두려워 했기 때문이라고 지적한다.
총독부 내부에서도 창씨개명에 반발했는데, 특히 조선총독부 경찰은 조선인이 똑같이 일본 씨와 성을 쓰게 되면, 그가 조선인인지 일본인인지 구별이 쉽지 않다는 반론을 제기했으며, 내지측 일본인들 사이에서도 이런 우려가 높았다는 것이다.

## 경과

### 총독부의 창씨 개명 유예조치

윤치호

1940년 1월 초 총독부는 창씨개명이 조선인들의 희망에 의해 실시하는 것으로 일본식 성씨의 설정을 강제하는 것이 아니라 단지 일본식 성씨를 정할 수 있는 길을 열어놓은 것이라고 발표했다.
1940년 1월부터 조선총독부 미나미 지로 총독은 창씨개명을 하는 것이 어떻겠느냐는 주제의 담화문을 발표했고 이는 조선 사회에 논란이 되었다. 1월 4일 미나미 지로 총독은 조선인들에게 창씨개명을 강요할 생각이 없다고 천명했다. 그런데 그가 뒤이어 조선인들이 창씨개명하면 흐뭇하게 생각할 것이라는 점을 분명하게 시사하는 바람에 상황이 더욱 복잡해졌다. 총독에게 아부하는 조선인 지식인들은 당연한 것이라며 총독을 추켜세웠고, 결국 1940년 2월부터 창씨개명이 대대적으로 단행된다.
한편 한국의 정치 지도자 중 윤치호는 창씨개명에 부정적이었다는 이유로 1940년 5월 1일 조선총독부 경무국으로 소환되었다가 풀려났다. 5월 1일 오전 조선총독부 경무국에서 소환조사를 받고 풀려났다. 오전 11시 그는 총독부에서 미나미 지로 총독을 면담했다. 미나미 총독과의 면담에서 그는 창씨개명 기일을 연기해 달라고 부탁했다.
| “ | 저는 내선일체를 완성하는 수단으로 조선인들의 창씨개명을 찬성하는 사람입니다. 그런데 이 정책에 반대하는 사람들이 개진하는 세 가지 이유를 총독 각하께 말씀드리고 싶습니다. 1. 창씨개명을 반대하는 이들은 도쿄에서 창씨개명을 반대하고 있다는 이유를 듭니다. 전 이것이 합당한 사유는 될 수 없다고 생각합니다. 총독부가 도쿄에 있는 특정 인사들의 의견을 추종해서 조선의 세부정책을 입안해 실행하지는 않을 거라는 사실 때문이지요. 2. 창씨개명을 반대하는 이들은 조선에 거주하고 있는 일본인들이 창씨개명을 반대한다는 이유를 듭니다. 창씨개명으로 일본인과 조선인의 구별이 사라지게 될까봐 그렇다는 겁니다. 다시 말해서 조선인 모두가 일본식 이름을 갖게 되면 자기들의 우월감이 사라지게 될까봐 우려하는 일본인들이 있다는 겁니다. 저는 특정 부류의 일본인들이 가지고 있는 이 우월감을 타파하기 위해 전력을 기울이고 있는 총독 각하께 우리 조선인이 고마움을 느껴야 한다고 생각합니다. 3. 창씨개명을 반대하는 조선인들은 지난 수백 년 동안 조선인 이름을 간직해온 우리 조선인들이 지금처럼 김씨, 이씨 등으로 살면서도 충량한 일본 신민이 되지 말라는 법이 어디 있느냐고 말합니다. 전 이 주장에 꽤 설득력이 있다고 생각합니다. 조선인들이 충분한 시간을 갖고 이 문제를 결정할 수 있게 마감시한을 오는 8월 11일로부터 6~10개월 정도 늦추면 어떨까 싶습니다. | ” |

윤치호는 거듭 창씨개명 기일을 연기해달라고 청했고, 그 뒤 윤치호의 청을 받아들인 미나미 지로 총독은 창씨개명령 시한을 늦춰 1941년 1월부터 창씨개명이 대대적으로 단행된다.

### 조선인의 협력과 창씨에 대한 입장
1940년 1월부터 조선총독부 미나미 지로 총독은 창씨개명을 하는 것이 어떻겠느냐고 권고 형식으로 창씨개명론을 발표했다. 그리고 1월 4일 미나미 지로 총독은 조선인들에게 창씨개명을 강요할 생각이 없다고 천명했다. 일부 조선인들은 총독이 조선인을 배려한다며 총독의 뜻을 찬양하였다.
그러나 1939년 12월부터 창씨개명에 자발적으로 동참하자고 권고한 이광수 조차 총독의 희망하는 사람에 한해서 창씨개명을 해도 좋다는 주장에 의혹을 제기한다. 이광수는 '당국은 창씨개명을 강요하는 일은 (절대) 없을 거라고 말합니다. 그러나 그들은 갖가지 수단과 방법을 동원해서 우리가-우리들 대부분이-창씨개명하도록 조처할 것이 틀림없을 것'이라는 점과 '우리 어른들이야 창씨개명할 필요가 없을지도 모릅니다. 하지만 아이들은 입학과 취직시에 (각종) 차별대우를 받을 것'이라며 창씨개명 거부 이후의 불이익을 예상, 우려하였다.
창씨개명에 시종 부정적이었던 윤치호 역시 창씨개명을 거부할 경우에 가해질 불이익을 염려하였다. '당국이 이미 창씨개명하기로 결정한 이상, 그들은 조선인들이 창씨개명하도록 반드시 조치를 취할 것이다. 그들은 창씨개명을 거부하는 저명한 조선인들을 반일분자로 블랙리스트에 올릴 것'이라는 점을 지적했다. 그러나 일부 조선인들은 자발적으로 창씨에 참여하였고 경성부청과 구청, 각 부청과 군청사 등에는 창씨개명을 하러 자발적으로 몰려든 주민들로 인해 혼선이 빚어지기도 했다.

### 조선민사령 개정 직후의 상황

1939년 12월 12일자 경성일보에 실린 춘원 이광수의 창씨 개명 권고 칼럼

1940년 1월 4일, 조선총독부 미나미 총독은 창씨개명을 권고하는 형식의 창씨개명 담화를 발표하면서, 이는 단지 일본식 성씨를 정하여 쓸 수 있는 길을 열어놓은 것일 뿐 창씨개명을 강요하지 않겠다고 발표했다.
그러나, 창씨개명을 강요하지 않겠다는 미나미의 담화에 대해서는 친일파들조차 믿지 않았다. 1939년 12월 12일, 경성일보를 통해 창씨개명에 적극 동참하자는 취지의 칼럼을 기고하고 앞장서서 창씨개명을 한 춘원 이광수는 "당국은 창씨개명을 강요하는 일이 절대 없을 거라고 말합니다. 그러나, 그들은 갖가지 수단과 방법을 동원해서 우리가 창씨개명하도록 조처할 것이 틀림없습니다. 우리 어른들이야 창씨개명할 필요가 없을지도 모릅니다. 하지만, 아이들은 입학과 취직시에 각종 차별대우를 받을 것입니다."라며 창씨개명 거부 이후의 불이익을 예상하고 있었다. 윤치호 역시 "당국이 이미 창씨개명하기로 결정한 이상, 조선인들이 창씨개명하도록 반드시 조치를 취할 것이다. 그들은 창씨개명을 거부하는 저명한 조선인들을 반일분자로 블랙리스트에 올릴 것이다."라고 창씨개명을 거부할 경우에 가해질 불이익을 염려하였다.

## 창씨개명의 시행

1940년 경성부청 민원국 호적과에 찾아가 창씨개명을 신청하는 경성부(서울시) 주민들

창씨 신고(창씨 계출, 創氏屆出) 초기에는 일부 친일파들이 자발적으로 창씨개명을 하려고 몰려들어 경성부청과 구청, 그 밖의 부청과 군청사 등이 혼잡을 빚기도 했다. 그러나, 조선인의 희망에 따라 실시하게 되었다는 창씨개명은 1940년 5월까지 창씨신고 가구수(戶數)가 7.6％에 불과하자, 조선 총독부는 행정력과 경찰력을 총동원해 창씨개명을 하도록 협박·강요하여 신고 마감 시기까지 322만 가구, 79.3％로 창씨율을 끌어올렸다. 일제가 창씨개명을 강요하는 방식은 주로 다음과 같았다.

1. 창씨(創氏)를 하지 않은 사람의 자녀에 대해서는 각급 학교의 입학과 진학을 거부한다. 이미 입학한 학생은 정학 또는 퇴학 조치를 하고, 학교 차원에서 거부할 경우 해당 학교는 폐교한다.
2. 아동들을 이유 없이 질책·구타하여 아동들의 애원으로 부모의 창씨를 강제한다.
3. 창씨를 하지 않은 사람은 공·사 기관에 채용하지 않으며 현직자도 점차 해고 조치를 취한다. 다만, 일본식 씨명으로 창씨개명한 후에는 복직할 수 있다.
4. 행정 기관에서는 창씨를 하지 않은 사람의 모든 민원 사무를 취급하지 않는다.
5. 창씨를 하지 않은 사람은 비국민·불령선인으로 단정하여 경찰수첩에 기입해 사찰을 철저히 한다.
6. 창씨를 하지 않은 사람은 우선적인 노무 징용 대상자로 지명한다.
7. 창씨를 하지 않은 사람은 식량 및 물자의 배급 대상에서 제외한다.
8. 철도 수송 화물의 명패에 조선식 씨명이 쓰여진 것은 취급하지 않으며, 해당 화물은 즉시 반송 조치한다.
9. 창씨를 하지 않은 사람은 내지(일본 본토)로 도항할 수 없다.
10. 창씨개명령 제정 이후 출생한 자녀에 대하여 일본식 씨명으로 출생 신고하지 아니할 경우에는 그 신고를 계속 반려하여 자녀와 그 부모가 창씨하도록 강제한다.

### 창씨개명의 사례
한국인들의 창씨(創氏) 경향은 아주 왜식(倭式)으로 하는 사람은 소수였고, 대개는 자기의 관향(안동 권씨는 안동이나 안동의 별칭인 영가(永嘉), 김해 김씨는 김해)을 땄으며, 일부는 원래의 성씨를 파자(예. 朴 = 木+卜)하기도 하였다. 전주 이씨의 경우는 조선 왕실의 일가라 하여 대개 국본(國本), 궁본(宮本), 조본(朝本) 등으로 창씨하거나, 일부는 본관의 지명을 따서 '전주'로 창씨하기도 하였다.
창씨에 반대하던 이들 중에는 천황폐하(天皇陛下)의 일본식 발음인 '텐노 헤이카'와 발음이 비슷한 '덴노 헤이카'(田農炳下, 田農昞夏)로 개명하여 천황을 조롱하거나, 산천초목(山川草木→야마카와 구사키), 청산백수(靑山白水→아오야마 시라미즈), 강원야원(江原野原→에하라 노하라) 등으로 장난삼아 짓거나, 성(姓)을 가는 놈은 개자식이라 해서 '이누코'(犬子)라고 창씨하는 사람도 있었다. 또한, 당시의 조선 총독의 이름이 미나미 지로("미나미 가의 둘째 아들"라는 뜻)인 것에 착안해서 '미나미 다로'(南太郞→미나미 가의 큰 아들)로 이름을 바꾸어 창씨개명을 강행한 미나미 지로 총독을 비난하는 사람들도 있었다.

#### 창씨(創氏)의 예시
| 연도                                           | 신분                                              | 본관(本貫)과 성(姓)                               | 씨(氏)                                            | 명(名)                                            | 전체 이름                                         |
| ---------------------------------------------- | ------------------------------------------------- | ------------------------------------------------- | ------------------------------------------------- | ------------------------------------------------- | ------------------------------------------------- |
| 1909년 전: 족보 기록                           | 남편                                              | 경주 이씨(慶州 李氏)                              | 없음                                              | 준개(俊介)                                        | 이준개(李俊介)                                    |
| 1909년 전: 족보 기록                           | 아내                                              | 김해 김씨(金海 金氏)                              | 없음                                              | 없음                                              | 기록 없음(여자 이름은 족보에 기록하지 않음)       |
| 1909년부터 1939년까지: 민적법과 호적 제도 시행 | 남편                                              | 경주 이씨(慶州 李氏)                              | 없음                                              | 준개(俊介)                                        | 성+명: 이준개(李俊介)                             |
| 1909년부터 1939년까지: 민적법과 호적 제도 시행 | 아내                                              | 김해 김씨(金海 金氏)                              | 없음                                              | 무자(撫子)                                        | 성+명: 김무자(金撫子)                             |
| 1940년부터 1945년까지: 창씨개명                | 설정창씨(設定創氏) : 창씨계출(創氏屆出)을 한 경우 | 설정창씨(設定創氏) : 창씨계출(創氏屆出)을 한 경우 | 설정창씨(設定創氏) : 창씨계출(創氏屆出)을 한 경우 | 설정창씨(設定創氏) : 창씨계출(創氏屆出)을 한 경우 | 설정창씨(設定創氏) : 창씨계출(創氏屆出)을 한 경우 |
| 1940년부터 1945년까지: 창씨개명                | 남편                                              | 경주 이씨(慶州 李氏)                              | 쓰키야마(月山)                                    | 슌스케(俊介)                                      | 씨+명: 쓰키야마 슌스케(月山俊介)                  |
| 1940년부터 1945년까지: 창씨개명                | 아내                                              | 김해 김씨(金海 金氏)                              | 쓰키야마(月山)                                    | 나데시코(撫子)                                    | 씨+명: 쓰키야마 나데시코(月山撫子)                |
| 1940년부터 1945년까지: 창씨개명                | 법정창씨(法定創氏) : 창씨계출을 하지 않은 경우    |                                                   |                                                   |                                                   |                                                   |
| 1940년부터 1945년까지: 창씨개명                | 남편                                              | 경주 이씨(慶州 李氏)                              | 리(李)                                            | 준개(俊介)                                        | 성+명: 리 슌스케(李俊介)                          |
| 1940년부터 1945년까지: 창씨개명                | 아내                                              | 김해 김씨(金海 金氏)                              | 리(李)                                            | 무자(撫子)                                        | 씨+명: 리 나데시코(李撫子)                        |
| 1946년 : 조선 성명 복구령                      | 남편                                              | 경주 이씨(慶州 李氏)                              | 없음                                              | 준개(俊介)                                        | 성명: 이준개(李俊介)                              |
| 1946년 : 조선 성명 복구령                      | 아내                                              | 김해 김씨(金海 金氏)                              | 없음                                              | 무자(撫子)                                        | 성+명: 김무자(金撫子)                             |

### 창씨개명을 한 친일 행적자
- 이동인 : 개화기에 활동한 인물 가운데 창씨개명한 사람 제1호(1880년 10월) - 아사노 도진(淺野東仁).[26]
- 송병준 : 정미칠적 일제강점기에 창씨개명한 사람 제1호.[27] - 노다 헤이지로(野田平次郞).[28]
- 김석원 : 일본군 대대장 출신으로, 중일전쟁 참전. - 가네야마 샤쿠겐(金山錫源)
- 정일권 : 전 국무총리, 만주군 헌병 대위 출신. - 나카지마 잇켄(中島一權)
- 김석범 : 2대 해병대 사령관, 만주군 장교 출신. - 카네야마 쇼우(金山照)
- 노덕술 : 경찰, 독립지사를 검거하고 고문 등으로 악명을 떨쳤다. - 마쓰우라 히로(松浦 鴻)
- 심영 : 배우, 조선연극문화협회 간부를 맡고 다수의 친일영화에 출연. - 아오키 진에이(靑木 沈影)
- 신상묵 : 일본군 헌병 출신 - 시게미쓰 구니오(重光國雄, 重光國夫, 重光邦雄)
- 홍종철 : 조선총독부 중추원 참의 출신 - 코우카이 쇼와다치(洪海鍾轍)
- 이광수: 3.1운동 2.8독립선언서 주도 후에 친일파로 변절 대의당위원 -가야마 미쓰로(香山光郞)
- 최린:- 3.1운동 기미독립선언서 주도 친일파로 변절 총독부 중추원 참의 - 가야마 린(佳山麟)
- 정춘수- 3.1운동 민족대표 33인 친일파로 변절 총진회 회장 -禾谷春洙(가타니 슌주)

## 광복 이후

### 폐지
1945년 8월 15일, 일제가 패망함으로써 조선인들은 일본식 씨(氏)로부터 해방되었다. 해방 이후 조선인들의 집밖 일본명 문패를 뜯어내고 원래 이름대로의 문패를 다는 풍경도 있는가 하면, 학교에서는 명부에 기재된 일본식 이름을 원래대로 정정하는 작업이 진행되기도 했다. 이처럼 일상 생활에서는 원래의 이름으로 빠르게 복귀하는 모습을 보였지만, 호적상에는 창씨개명한 이름이 본명으로 등록되는 일이 여전히 지속되었기에 해방 직후부터 이를 바로잡자는 의견이 제기되었다. 1946년 1월 22일 <서울신문>의 보도에 의하면 미군정 법무국장 대리 김영의는 “옛 성명으로 돌아갈 수 있는 법령을 제정 중”이라 밝힌 바 있으며, 5월 29일 서울재판소 직속 호적사무협의회는 창씨개명한 이름을 완전히 말살할 것을 요구하는 진정서를 미군정 측에 제출하기도 했다.
1946년 10월 23일, 미군정의 조선 성명 복구령(朝鮮姓名復舊令: 군정법령 제122호)이 공포 시행되면서, “일본 통치 시대의 창씨 제도에 의해 일본식 씨명으로 변경된 조선 성명”을 본인 신고 없이 직권으로 복구하도록 했다. 동시에 일본식 씨명으로 변경된 호적부 기재는 무효로 선언되었다. 이때 일본식 이름을 유지하고자 하는 자는 법령 시행 후 60일 이내 신고로 보존 유지할 수 있도록 보장하였으나, 일본식 씨의 유지는 인정되지 않았다.
공포 60일 후에는 호적 정정작업이 시작되었는데, 일본식 씨명 위에 붉은 선을 긋고, 신분변동 사항에 “조선성명복구령에 의하여 성명 복구”라고 기재하여 1940년 이후 붉은 선 처리가 된 한국식 성명을 회복한 것으로 간주하였다. 또 1940년 이후 출생자가 일본식 이름만 가지고 있을 경우 6개월 이내에 신고하면 개명이 가능토록 하였으나, 절차를 알지 못하는 사람이 많아 ‘일본인풍 이름’을 가진 사람이 상당수 남게 되었다. 1946년부터 1947년 말까지 성명복구 작업이 빠르게 진행되어, 12월 26일 시점에는 옹진군을 제외한 38선 이남 전국 281만 호의 1,647만 명이 갖고 있던 창씨성명이 완전히 복구되었다.
한편 소련군이 점령한 이북에서는 1945년 11월 19일 중앙행정기구 격인 북조선5도행정국(이후 북조선임시인민위) 산하 사법국이 ‘일제강점기 시기의 법령은 신법령 발표까지 효력을 지속한다’고 규정한 포고 제2호를 공포하면서, 이남과 마찬가지로 창씨개명이 반영된 호적 제도가 당분간 남아 있었던 것으로 추측된다. 하지만 1946년 4월 중앙행정기관 격인 북조선임시인민위원회 산하 사법국이 <호적 및 기류사무에 관한 건>을 발포, “잔인무도한 씨제도 실시로 더럽혀진 호적은 긴급히 정리하여 호적에서 왜색을 일소할 것”을 각 인민재판소 호적계에 지시하면서, 기존의 조선호적령은 포고 제2호에 예외로 규정된 “조선 고유의 민정과 조리에 부합하지 않는 법령 및 조항”에 해당되어 효력을 잃게 되었다. 같은 해 9월에는 공민증 제도가 실시되면서 기존의 호적 제도가 폐지되었기 때문에 창씨개명이 반영된 호적은 완전히 사라지게 되었다.

### 일본의 인식
1945년 패전 이후 일본 정부는 한동안 창씨개명에 대해 "법령상으로는 강제가 아니었다"거나 "강제된 것은 말단 기관이 행한 것"이라는 자세로 일관하였다.
1948년 일본 대장성 관리국이 배상 문제에 대비해 조사 정리한 보고서 <일본인의 해외활동에 관한 역사적 조사> 중에서, 스즈키 다케오 전 경성제대 교수는 '조선통치의 최고 방침'에서 창씨개명에 대해 "반도 통치상 일시대를 획(画)하는 중대한 제도이며, 조선인의 요망에 부응함과 함께 내선일체의 구현에 이바지"한 것이었으나 "지방관청에 의해 자기 성적의 척도로 간주되고 형식적 황민화운동에 이용되어 강제적인 것으로 바뀌었으며, 창씨호수 70% 이상이라는 성적에도 불구하고 많은 반감을 샀다"고 기술하였다. 1964년 제7차 한일회담의 일본측 수석대표를 맡은 다카스기 신이치는 이듬해 1965년 1월 외무성 기자클럽에서 "일본은 조선을 지배했다고 말하지만 우리나라는 좋은 일을 하려고 했다"며 "창씨개명도 좋았다, 조선인을 동화하여 일본인과 동일하게 대접하기 위해 취해진 조치였던 까닭에 착취나 압박이라 할 것이 아니다"라고 발언하였다. 다카스기의 발언은 일본 정부에 의해 공개되지 않았고, 한국 정부 역시 한일 조약 조인을 우선해 일본 정부의 조치를 받아들이기로 결정하였기에 외교적 문제로 비화되지는 않았다. 1982년 일본 역사교과서 검정 논란 당시에는 "창씨개명을 강제하였다"는 교과서 기술도 일본 문부성으로부터 수정 요구를 받았다. 당시 문부성은 창씨개명에 대해 "법령상 강제가 아니라 임의의 신고에 따른다는 방침"이었으며 "상당히 무리가 있었던 것은 확실하나" 20%가 응하지 않았다는 점에서 "법령상의 강제는 아니었다는 것을 보여주고 있다"는 견해를 발표하기도 했다.
1993년 11월 6일, 대한민국 경주에서 열린 한일 정상회담에서 호소카와 모리히로 총리는 김영삼 대통령과 회담하여 '종군위안부', '징용' 등을 사용해 "가해자로서 마음으로부터 반성"한다는 입장을 표명하였고, 다음 날 11월 7일 공동기자회견에서는 창씨개명의 사례를 들며 식민 지배에 관해 사죄하였다. 일본 총리가 구체적인 예시를 지적하며 사죄한 것으로는 처음이었다.
과거 우리나라의 식민지지배에 의해 한반도의 여러분들이 학교에서 모국어교육의 기회를 빼앗기고 자신의 성명을 일본식으로 개명해야 하는 등 참으로 다양한 형태로 견디기 어려운 슬픔과 고통을 겪어야만 했던 것과 관련하여, 그러한 행위를 깊이 반성하고 마음으로부터 사과 드립니다.

이에 대해 호소카와 총리는 훗날 정상회담을 위해 탄 비행기 안에서 일본 외무성 담당자와 회담을 준비하면서, 전임 총리의 발언 자료들이 준비되어 있었으나 "한걸음 더 나아가 구체적인 것"을 말하고 싶다는 입장을 표하자 고토 도시오 한국대사가 "창씨개명 등의 일은 어떻겠냐"고 말했고, 그렇게 하기로 결정되었다고 회고하였다. 이후 1996년 6월 한일정상회담에서 하시모토 류타로 일본 총리가 "양국 역사의 불행한 부분" 중 하나로 창씨개명을 언급하면서 일본 정부의 인식이 다시 한번 확인되는 계기가 되었다.
그러나 1993년 호소카와 총리의 공식 발언 이후에도 일본 내에서는 창씨개명을 합리화하고자 하는 사고방식이 뿌리깊게 남아 있다. 2003년 5월 아소 다로 당시 자민당 정조회장은 "창씨개명은 조선 사람들이 씨를 달라고 말한 것이 발단이다"라고 발언했다가 물의를 빚자, 한일관계의 중요성을 감안하여 "한국 국민들에게 솔직하게 사죄드린다"고 하였지만 발언을 취소하지는 않았다. 이 과정에서 같은당 소속의 오쿠노 의원은 "일본인과 똑같이 대우하려던 조치"였다고 강변하여 논란을 증폭시키기도 했다. 2005년 발매된 야마노 샤린의 만화 <혐한류>에서는 창씨개명의 강제성을 부인하며 그 증거로 육군 중장 홍사익과 중의원 의원 박춘금을 들고, 조선 이름으로 공직에 나아간 사람은 얼마든지 있다고 주장하였다.

## 같이 보기
| - 내선 일체 - 인종 차별 - 일선동조론 - 태평양 전쟁 - 일본의 전쟁 범죄 - 일본의 우익 단체 - 황국사관 - 황민화정책 - 팔굉일우 - 신주불멸 - 대동아공영권 - 천황폐하진양하 사건 - 윤치호 - 송진우 - 하재세 - 한일 합방 | - 제2차 세계 대전 - 미 군정 - 소련 군정 - 일본 천황 - 인종주의 - 호적 - 호주제 - 윤치영 - 안재홍 - 김성수 - 윤덕영 - 윤동주 - 조만식 - 주기철 - 주요한 | - 친일파 - 장면 |